# Condado de Wyoming (Virginia Occidental)
El condado de Wyoming (en inglés: Wyoming County), fundado en 1850, es uno de los 55 condados del estado estadounidense de Virginia Occidental. En el año 2000 tenía una población de 25.708 habitantes con una densidad poblacional de 20 personas por km². La sede del condado es Pineville.

## Geografía
Según la Oficina del Censo, el condado tiene un área total de 1300 km² (501,9 mi²), de la cual 1297 km² (500,8 mi²) es tierra y 3 km² (1,2 mi²) (0.19%) es agua.

### Condados adyacentes
- Condado de Boone - norte
- Condado de Raleigh - noreste
- Condado de Mercer - sureste
- Condado de McDowell - sur
- Condado de Mingo - oeste
- Condado de Logan - noroeste

### Carreteras
| - U.S. Highway 52 - Ruta de Virginia Occidental 10 - Ruta de Virginia Occidental 16 | - Ruta de Virginia Occidental 54 - Ruta de Virginia Occidental 85 - Ruta de Virginia Occidental 97 |

## Demografía
En el 2000 la renta per cápita promedia del condado era de $23,932, y el ingreso promedio para una familia era de $29,709. En 2000 los hombres tenían un ingreso per cápita de $32,493 versus $18,812 para las mujeres. El ingreso per cápita para el condado era de $14,220. Alrededor del 25.10% de la población estaba bajo el umbral de pobreza nacional.

## Ciudades y pueblos

### Comunidades incorporadas
- Mullens
- Oceana
- Pineville

### Comunidades no incorporadas
| - Allen Junction - Alpoca - Amigo - Baileysville - Beechwood - Black Eagle - Brenton - Bud - Clear Fork - Coal Mountain | - Corinne - Covel - Cyclone - Fanny - Fanrock - Garwood - Glen Fork | - Glen Rogers - Glover - Hanover - Herndon - Ikes Fork - Itmann - Jesse | - Key Rock - Kopperston - Lynco - Maben - Marianna - Matheny - McGraws-Tipple - Milam | - Mullensville - New Richmond - North Spring - Otsego - Pierpoint - Ravencliff - Rock View - Sabine - Saulsville | - Simon - Stephenson - Tralee - Windom - Wolf Pen - Wyco - Wyoming |